# Old Heads and Young Hearts
Old Heads and Young Hearts è un cortometraggio muto del 1910 diretto da Harry Solter. Il film è interpretato da Florence Lawrence (moglie del regista) e da King Baggot, i due attori che ebbero per primi, in un periodo in cui tutti gli altri giravano i film anonimi, i loro nomi pubblicizzati presso il pubblico, diventando così le prime star del cinema.

## Produzione
Il film fu prodotto dall'Independent Moving Pictures Co. of America (IMP)

## Distribuzione
Il film - un cortometraggio in una bobina - uscì nelle sale statunitensi l'11 luglio 1910, distribuito dalla Motion Picture Distributors and Sales Company.